# Glenholme (Rotorua)
Glenholme est une banlieue de la cité de Rotorua dans la région de la Baie de l’Abondance dans l’Île du Nord de la Nouvelle-Zélande.

## Démographie
La localité de Glenholme, comprenant la zone statistique de « Glenholme North » et « Glenholme South », avait une population de 4 665 résidents lors du recensement de 2018 en Nouvelle-Zélande, en augmentaton de 390 personnes (soit 9,1 %) depuis le recensement de 2013 en Nouvelle-Zélande, et une augmentation de 405 personnes (soit 9,5 %) depuis le recensement de 2006 en Nouvelle-Zélande.
Il y avait 1 974 logements.
On comptait 2 181 hommes et 2 484 femmes, donnant un sexe-ratio de 0,88 homme pour une femme, avec 807 personnes (soit 17,3 %) âgées de moins de 15 ans , 900 personnes (soit 19,3 %) âgées de 15 à 29 ans, 1 947 personnes (soit 41,7 %) âgées de 30 à 64 ans et 1 005 personnes (soit 21,5 %) âgées de 65 ans ou plus.
L’éthnicité était pour 58,8 % européens/Pākehā, 30,1 % Māori, 5,1 % personnes originaires du Pacifique, 19,5 % asiatiques et 1,6 % d’autres ethnies (le total peut faire plus de 100 % dans la mesure où les personnes peuvent s’identifier à multiples ethnicités).
La proportion de personnes nées outre-mer était de 27,8 %, comparée avec les 27,1 % au niveau national.
Bien que certaines personnes refusent de donner leur religion, 40,4 % n’avaient aucune religion, 43,1 % étaient chrétiens, 3,7 % étaient hindouistes, 0,5 % étaient musulmans, 0,8 % étaient bouddhistes et 5,9 % avaient une autre religion.
Parmi les personnes âgées d’au moins 15 ans, 852 personnes (22,1 %) avaient un niveau de licence ou un degré supérieur et 708 personnes (18,4 %) n’avaient aucune qualification formelle.
Le statut d’emploi des personnes de plus de 15 ans était employées à plein temps pour 1 677 personnes (soit 43,5 %) , employées à temps partiel pour 573 personnes (14,9 %) et sans emploi pour 228 personnes (soit 5,9 %).
| Nom              | Population | Âge médian | Revenus médians |
| ---------------- | ---------- | ---------- | --------------- |
| Glenholme North  | 21.643     | 37 ans     | 22,900 $        |
| Glenholme South  | 2022       | 48 ans     | 31,100 $        |
| Nouvelle-Zélande |            | 37,4 ans   | 31,800 $        |

## Éducation
- L’école de « Glenholme School » est une école primaire, publique, mixte, allant de l’année 1 à 6[4],[5] avec un effectif de 363 élèves en mars 2020[6].
- L’école « St Mary's Catholic School » est une école catholique mixte, intégrée au système public, allant de l’année 1 à 6[7] avec un effectif de 471 élèves[8].
- L’école école des adventistes du septième jour de Rotorua (en) est une école primaire, intégrée au public des adventistes du septième jour pour les élèves allant de l’année 1 à 8[9] avec un effectif de 48 élèves[10].